# ایستگاه سن آندرو
ایستگاه سن آندرو (انگلیسی: St. Andrew station) یک ایستگاه متروی زیرزمینی در خط یک یانگ–یونیورسیتی متروی تورنتو است.